# サイモン・クロン
サイモン・クロン（Simon Cron）は、ニュージーランドのラグビーユニオン指導者。1976年2月4日生まれ。

## 略歴
U20オーストラリア代表、ワラターズなどのコーチを歴任。
2019年、ジェイク・ホワイト前監督の後を受けて、トヨタ自動車ヴェルブリッツの監督に就任。
2022年5月、トヨタヴェルブリッツの監督を退任した。その後は、オーストラリアのウェスタン・フォースのヘッドコーチに就任予定。